# Speodiaetus bucheti
Speodiaetus bucheti es una especie de escarabajo del género Speodiaetus, familia Leiodidae. Fue descrita por Abeille de Perrin en 1905. Se encuentra en Francia.